# Немед
Немед — предводитель второго из мифических племён, правивших Ирландией (см. Ирландская мифология). Имя значит «Священный».

## Прибытие Немеда в Ирландию
Спустя тридцать лет после смерти племени Партолона в страну прибыли новые поселенцы, во главе с Немедом, согласно «Книге Бурой Коровы» (1100 г.), числом девять человек: Немед, четверо мужчин и четверо женщин. Как и племя Партолона, эти люди пришли из Страны Мёртвых.

## Деятельность племени Немеда
Это племя продолжило заниматься тем же, чем занимались их предшественники: изменением облика Ирландии. Появилось двенадцать новых равнин и четыре озера. История об одном из таких озёр, Лох Аннин, совпадает с историей об озере Лох Рудрайге (см. Партолон), только на этот раз копалась могила для сына Немеда, Аннина.
Это племя построило две первые крепости, в которых жили короли. Как гласит предание, ров одной из крепостей был вырыт за день четвёркой братьев-умельцев.

## Битва с фоморами
Немед опасался ловкости и проворности четверых братьев, вырывших ров за один день, поэтому приказал умертвить их. Как оказалось, это были фоморы, которые снова появились в Ирландии, и теперь Немеду и его людям пришлось сражаться с захватчиками. Всего было дано четыре сражения, и все они были выиграны Немедом, но как и племя Партолона, новые жители Ирландии подверглись странной эпидемии, которая унесла две тысячи душ. Среди павших был и сам вождь.
Ослабшие, лишившиеся своего предводителя, потомки Немеда проиграли фоморам, которых вели два короля: Морк, сын Деле, и Конанд, сын Фебара. Конанд воздвиг на маленьком острове Тори, что у северо-западной оконечности Ирландии, башню из стекла, которая стала оплотом фоморов в Ирландии, и откуда они распространяли свою власть на побеждённый народ Немеда, обложив страну страшной данью: каждый год, 1 ноября (Самайн) ирландцы были вынуждены отдавать две трети своего урожая, молока и новорождённых детей фоморам.

## Конец Эры Немеда
Ирландцы не могли долго мириться со страшной судьбой порабощённого народа. Они собрали новое, шестидесятитысячное войско и под предводительством сыновей Немеда: Старна, Иаборна и Фергуса Летдерга атаковали оплот Конанда, разбили войска фоморов и убили завоевателя. Однако второй король фоморов, Морк, вскоре привёл в Ирландию на кораблях своё войско и разбил армию ирландцев. В живых остались только тридцать потомков Немеда, во главе с его наследниками. Какое-то время выжившие скитались по стране, прячась от захватчиков, но болезни и гнёт фоморов вынудили их покинуть родную Ирландию.
Иаборн увёл своих людей на «Север Мира», где дал начало новому племени, Туата Де Дананн, т. н. Племена богини Дану, Старн увёл своих людей в Грецию, откуда его потомки вернулись в Ирландию, известные как Фир Болг.